# Albertinia, Africa de Sud
Albertinia este un oraș din provincia Western Cape, Africa de Sud.